# Vanadyl diiodide
Vanadyl diiodide (vanadyl(IV) iodide) là một hợp chất vô cơ có công thức hóa học VOI2. Muối oxyiodide này thường được biết đến dưới dạng ngậm nước VOI2·4,5H2O—một chất rắn màu đen dễ chảy, tan trong nước.

## Lịch sử
Vào năm 1877, Henry Watts (1815–1884, nhà hóa học Anh) đã thực hiện phản ứng giữa vanadi(IV) oxide với acid iodhydric. Ông mô tả dung dịch đó có màu xanh dương, trong không khí chuyển thành màu xanh lục, khi làm bay hơi hết dung dịch sẽ thu được chất rắn màu nâu, khi hòa tan trong nước sẽ tạo ra dung dịch màu nâu đen; thế nhưng, nhà hóa học này không rõ đó là chất gì. Trong tài liệu năm 1894, chính người này đã thực hiện phản ứng tương tự nhưng sử dụng vanadi(V) oxide thay vì vanadi(IV) oxide, và thu được một hợp chất mà ông cho là có công thức hóa học 2VOI2·9H2O.

## Điều chế và phản ứng
Dung dịch vanadyl diiiodide có thể thu được bằng phản ứng của vanadyl sunfat và bari iodide:
VOSO4 + BaI2 → BaSO4↓+ VOI2
Kết tủa BaSO4 được lọc ra, còn lại dung dịch VOI2. Để tránh sự oxy hóa (I⁻ → I₂), dung dịch này được bảo quản trong môi trường khí Ar kín.
Khi dung dịch này ở trạng thái đậm đặc, VOI·3H2O được hình thành.
Đối với dạng hemipentahydrat (thể rắn), vanadi(V) oxide được hòa tan trong acid iodhydric dưới điều kiện chân không tạo thành dung dịch màu nâu đen, khi thêm NaOH đặc vào sẽ thu được dung dịch màu lục (do sự giải phóng I2), rồi được làm lạnh bằng hỗn hợp aceton-đá khô đến khi khô hoàn toàn, thu được viên hình chữ nhật màu nâu hạt dẻ. Nung nóng chất rắn sẽ thu được nước, hydro iodide và iod. Do sự phân hủy này nên việc hợp chất chứa 2,5 nước là một điều không chắc chắn.
Heminonahydrat cũng được điều chế tương tự, nhưng dung dịch được thêm vào lượng bạc, rồi lọc dung dịch và cho bay hơi.
VOI2 không có phản ứng tạo phức.

## Cấu trúc
VOI2·2,5H2O được cho là có cấu trúc phức tạp vì màu sắc đậm của nó.

## VOI2và các hợp chất hữu cơ
VOI2 có khả năng tạo phức với các hợp chất hữu cơ, như DMSO và DMF. Các phức VOI2·5DMSO và VOI2·5DMF đều có màu xanh dương nhạt.

## Dung dịch VOI2
Hòa tan VOI2·2,5H2O vào trong nước, thu được dung dịch màu nâu. Dung dịch nồng độ 5% có pH ≈ 2,8. Nếu thêm acid iodhydric vào dung dịch nói trên, màu nâu chuyển thành màu xanh dương đặc trưng của ion VO2+. Màu xanh dương này cũng có thể được tạo ra bằng cách cho HI phản ứng với V2O5 dư. Thêm bột Ag sẽ làm cho dung dịch trở lại màu nâu. Nếu phản ứng HI + V2O5 xảy ra không hoàn toàn, thì khi phân hủy dung dịch màu nâu sẽ có thêm sự xuất hiện của một lượng AgI nhỏ.

## Các loại vanadi(IV) oxyiodide khác
Các hợp chất V2O3I2·2HI·8H2O và V2O3I2·3HI·10H2O cũng được biết đến. Chúng đều tồn tại dưới dạng các tinh thể màu nâu đen.